# Меддьеши, Эугенио
Енё Меддьеши (венг. Medgyessy Jenő; 23 декабря 1889, Гелерлак, Бач-Кишкун, в некоторых источниках 1891, Сольнок — 17 ноября 1973, Монако), более известный как Эугенио Меддьеши (исп. Eugênio Medgyessy) или Марине(т)ти (порт.-браз. Marine(t)ti), также известный как Енё Медадьенски (венг. Medagyensky Jenő) — венгерский футболист, полузащитник. После завершения игровой карьеры успешно работал тренером.

## Карьера
Енё выступал за клуб «Ференцварош», где дебютировал 10 ноября 1907 года в матче с «Сороксари» (2:2). Последний матч в карьере игрок провёл 13 июля 1919 года против АСК, при этом команде из Лизинга противостояла объединённая команда «Феранцвароша» и МТК. Всего за клуб игрок провёл 49 матчей в чемпионата Венгрии, два матча в Кубке Венгрии, 11 матчей в других венгерских турнирах и 22 встречи в товарищеских играх; всего 84 игры. Голов не забивал. Он выиграл в составе команды пять чемпионатов Венгрии и один Кубок страны. Он был участником Первой мировой войны и даже был ранен в 1918 году во время боевых действий.
В 1926 году Меддьеши прибыл в Бразилию. Там он возглавил «Ботафого». Также он руководил клубом ещё в следующем году. В апреле 1927 года венгр стал главным тренером клуба «Флуминенсе». Он оставался им на протяжении полутора лет. За этот период команда провёла 43 матча, выиграв 26, шесть сведя вничью и 11 раз проиграв. Последний матч под руководством Меддьеши «Флу» провёл 21 октября 1928 года с «Америкой», где проиграл 1:3. В том же году он возглавил клуб «Атлетико Минейро», став первым иностранным тренером в истории команды. Он тренировал клуб и в следующем году. В 1929 году Енё стал главным тренером клуба «Палестра Италия»/
В 1930 году венгр вновь возглавил «Атлетико Минейро» и оставался на этом посту до 1931 года. Он выиграл с клубом чемпионат штата Минас-Жерайс. Затем он тренировал «Палестру Италию». И в том же году во второй раз возглавил «Палестру». По его руководством клуб провёл 9 игр, включая 3 матча в чемпионате штата, из них 6 побед, одна ничья и два поражения. По итогам чемпионата, клуб занял первое место. В том же году он стал главным тренером «Сан-Паулу», который под его руководством провёл лишь 13 матчей. Такое небольшое количество игр связано с тем, что многие футболисты команды принимал участие в событиях, связанных с конституционалистской революцией. При этом клуб выступал очень удачно, выиграв в первых восьми матчах семь игр и забив в них 28 голов при пяти пропущенных.
В 1933 году Меддьеши уехал в Аргентину, став тренером клуба «Сан-Лоренсо». Под его руководством клуб провёл 3 игры чемпионата Аргентины и ещё три игры на других турнирах. Клуб отказался от услуг тренера из-за очень крупных нововведений в тактике и тренировочной процессе, которые пытался внедрять венгерский специалист. В том же году он стал главным тренером «Расинга», где провёл два сезона. В 1934 году Меддьеши возглавлял клуб «Ривер Плейт».

## Достижения

### Как игрок
- Чемпион Венгрии: 1909/1910, 1910/1911, 1911/1912, 1912/1913
- Обладатель Кубка Венгрии: 1913

### Как тренер
- Чемпион штата Минас-Жерайс: 1931
- Чемпион штата Сан-Паулу: 1932
- Чемпионы Аргентины: 1933